# Zonguldaque (província)
Zonguldaque (em turco: Zonguldak) é uma província do norte da Turquia, na região do Mar Negro, com capital na cidade homónima. Tem 3 342 km² de área e em dezembro de 2021 tinha 589 684 habitantes (densidade: 176,4 hab./km²).
| Províncias adjacentes à de Zonguldaque |              |                     |
| Mar Negro                              | Mar Negro    | Bartene             |
| Mar Negro                              |              | Bartene e Carabuque |
| Duzje                                  | Duzje e Bolu | Carabuque           |

A província está subdividida nos seguintes distritos:
- Alaplı
- Çaycuma
- Devrek
- Gökçebey
- Karadeniz Ereğli
- Kilimli
- Kozlu
- Zonguldaque